# Excoecaria agallocha
Arbre aveuglant, Géor, Palétuvier argent, Palétuvier aveuglant
Pour les articles homonymes, voir Palétuvier.
Espèce
Statut de conservation UICN

LC : Préoccupation mineure
Excoecaria agallocha, l'Arbre aveuglant, Géor, Palétuvier argent ou Palétuvier aveuglant, est une espèce de plantes à fleurs de la famille des Euphorbiaceae et du genre Excoecaria. C'est un arbre ou un arbuste tropical , originaire d'Asie du Sud et du Sud-Est, et d'Océanie. Il pousse principalement sur les littoraux où il peut former des mangroves. 

## Répartition

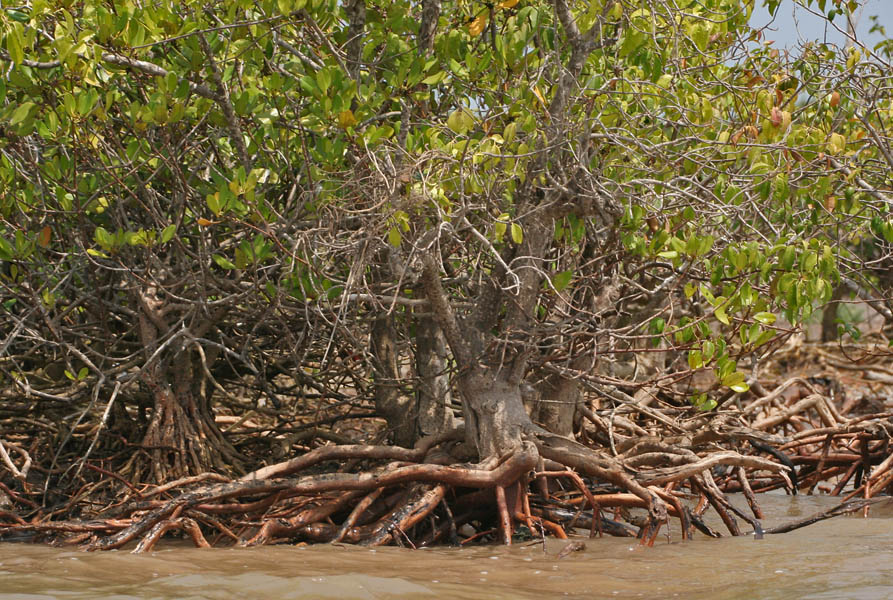
Un spécimen en Inde.

L'aire de répartition de l'espèce recouvre l'Asie du Sud et du Sud-Est, ainsi que l'Océanie. L'espèce est présente au nord jusqu'en Chine et au sud jusqu'en Australie,.

## Description

### Appareil végétatif

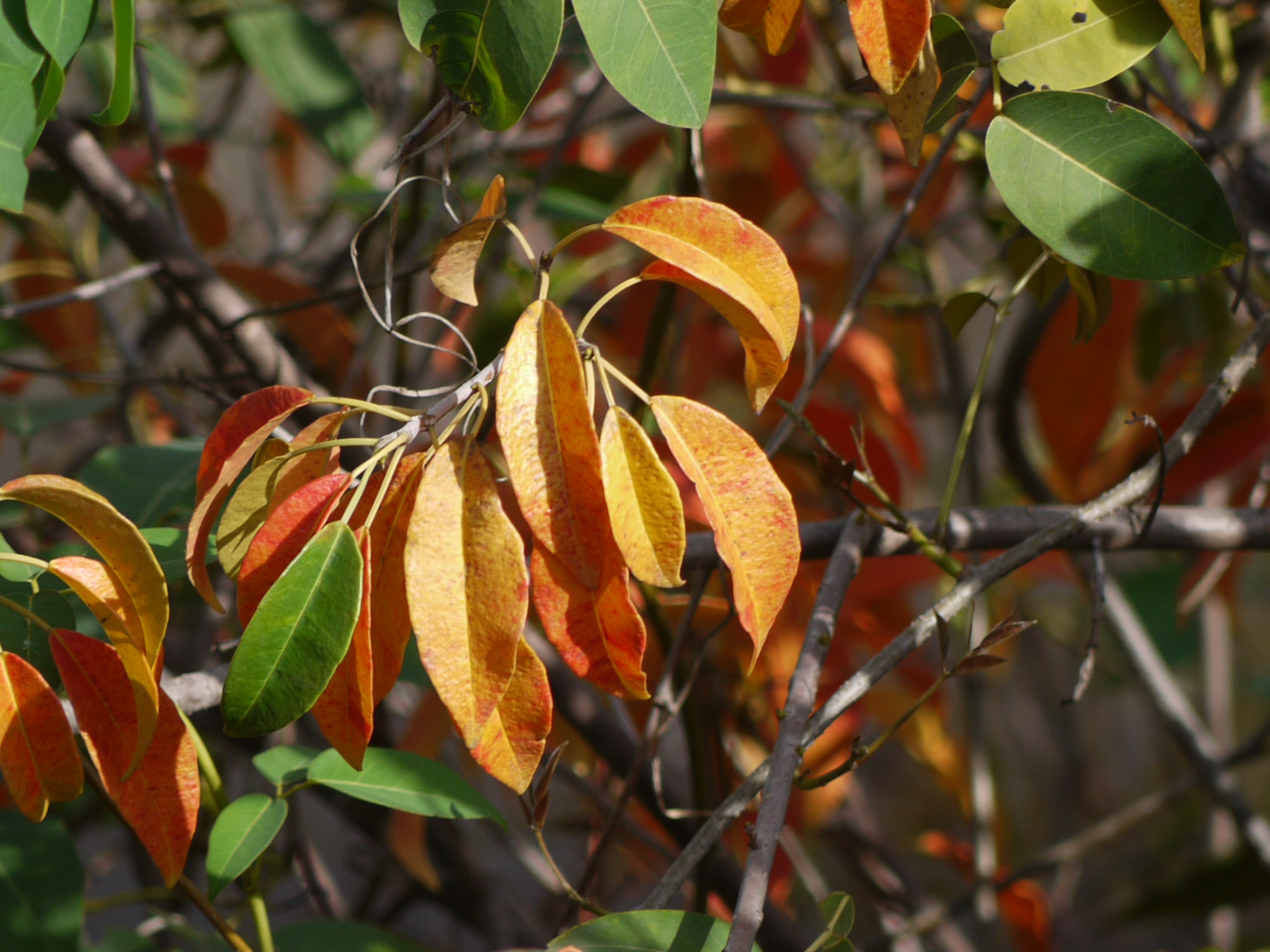
Rameaux et feuilles.

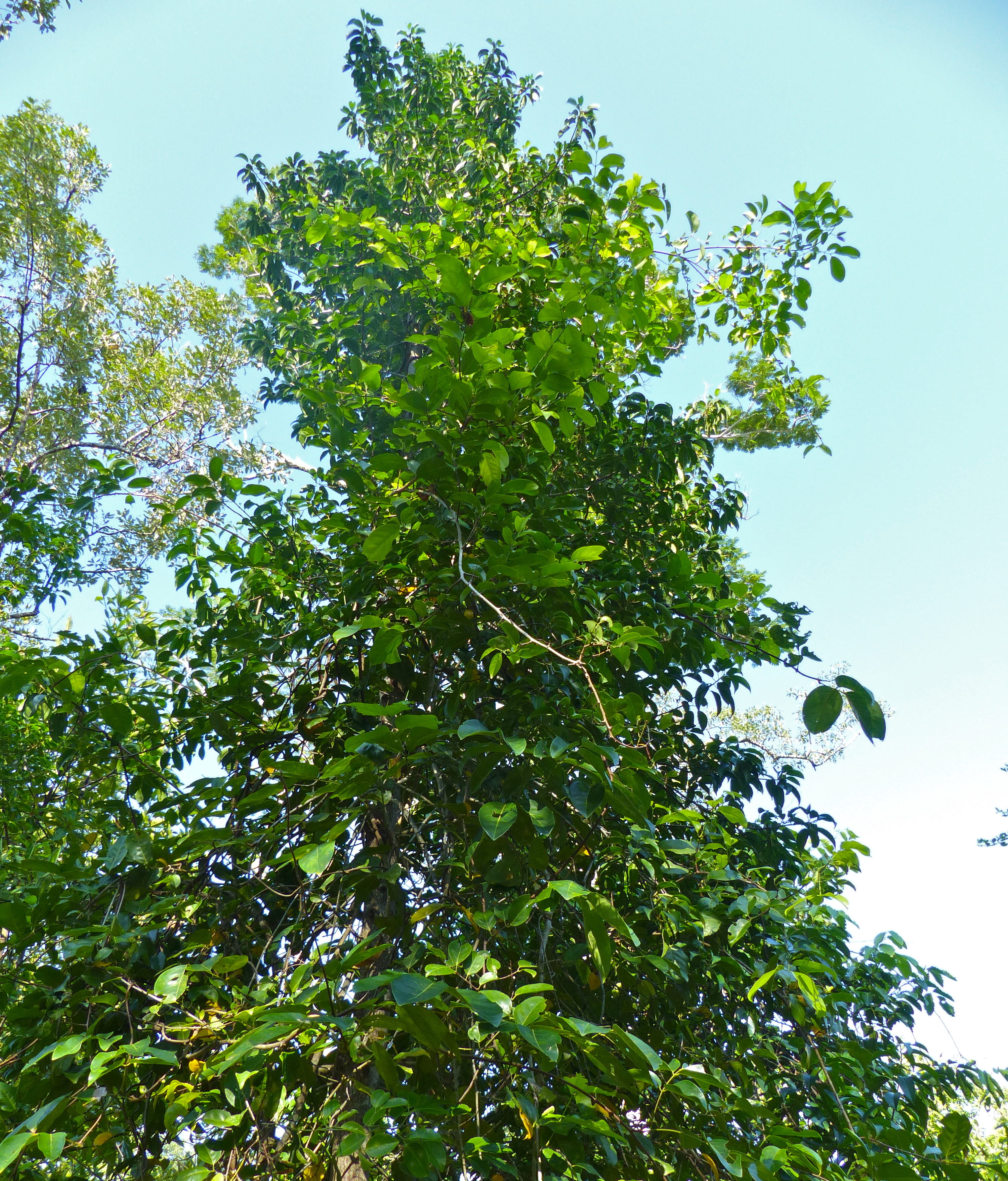
Houppier.

C'est un arbuste ou petit arbre dioïque pouvant atteindre de 8 à 10 m, voire 15 m de haut. Ses racines câblées sont étendues et il possède plusieurs tiges. Elles produisent un latex très irritant, dangereux pour les yeux. Les feuilles sont alternes, pétiolées, elliptiques ou ovées, longues de 4 à 10 cm et larges de 2 à 5 cm, obtuses ou émarginées au sommet, obtuses ou arrondies à la base ; la marge est entière ou un peu crénelée ; il y a entre neuf et douze paires de nervures secondaires. Le feuillage peut être caduque dans les zones plus fraîches/sèches.

### Appareil reproducteur

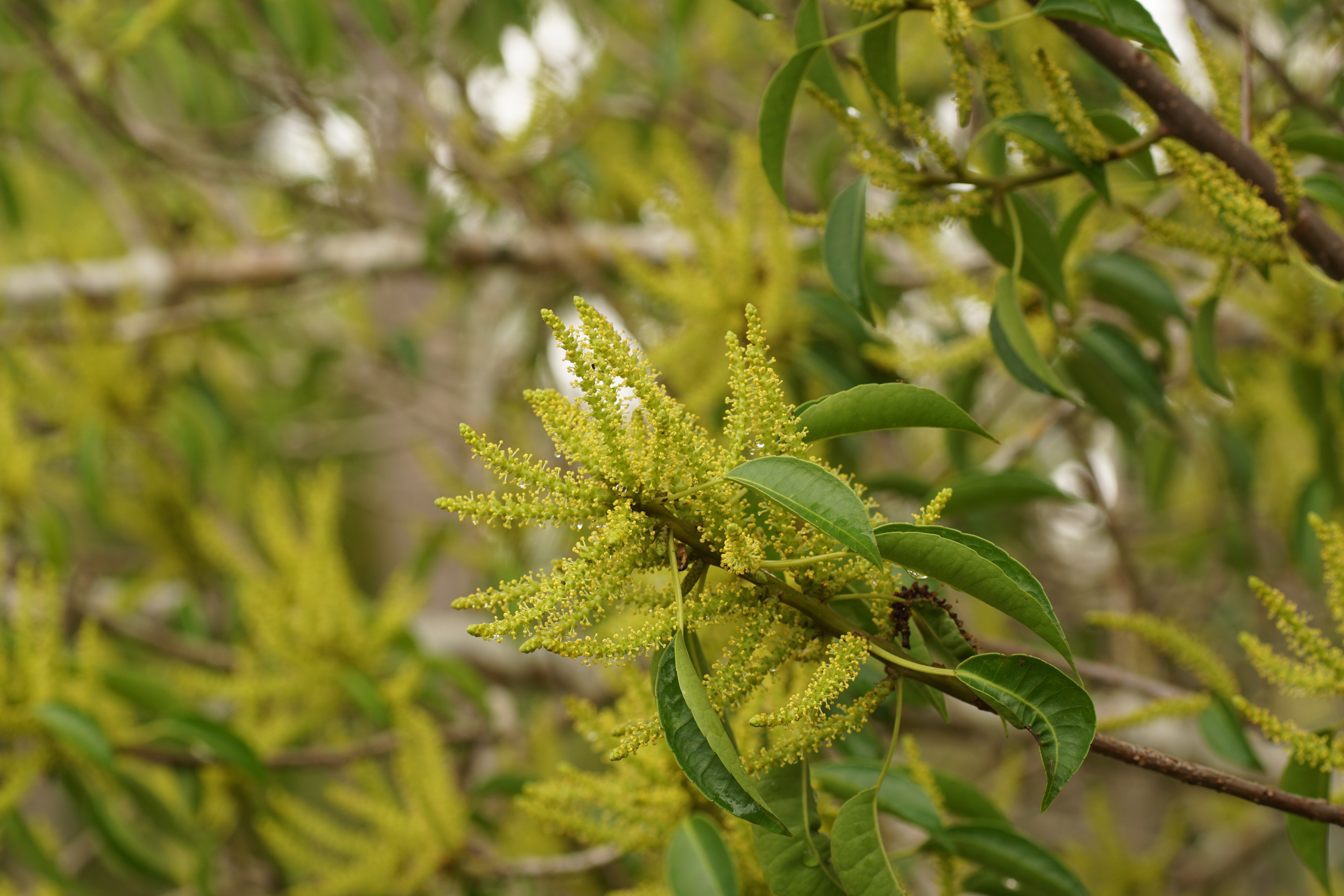
Fleurs.

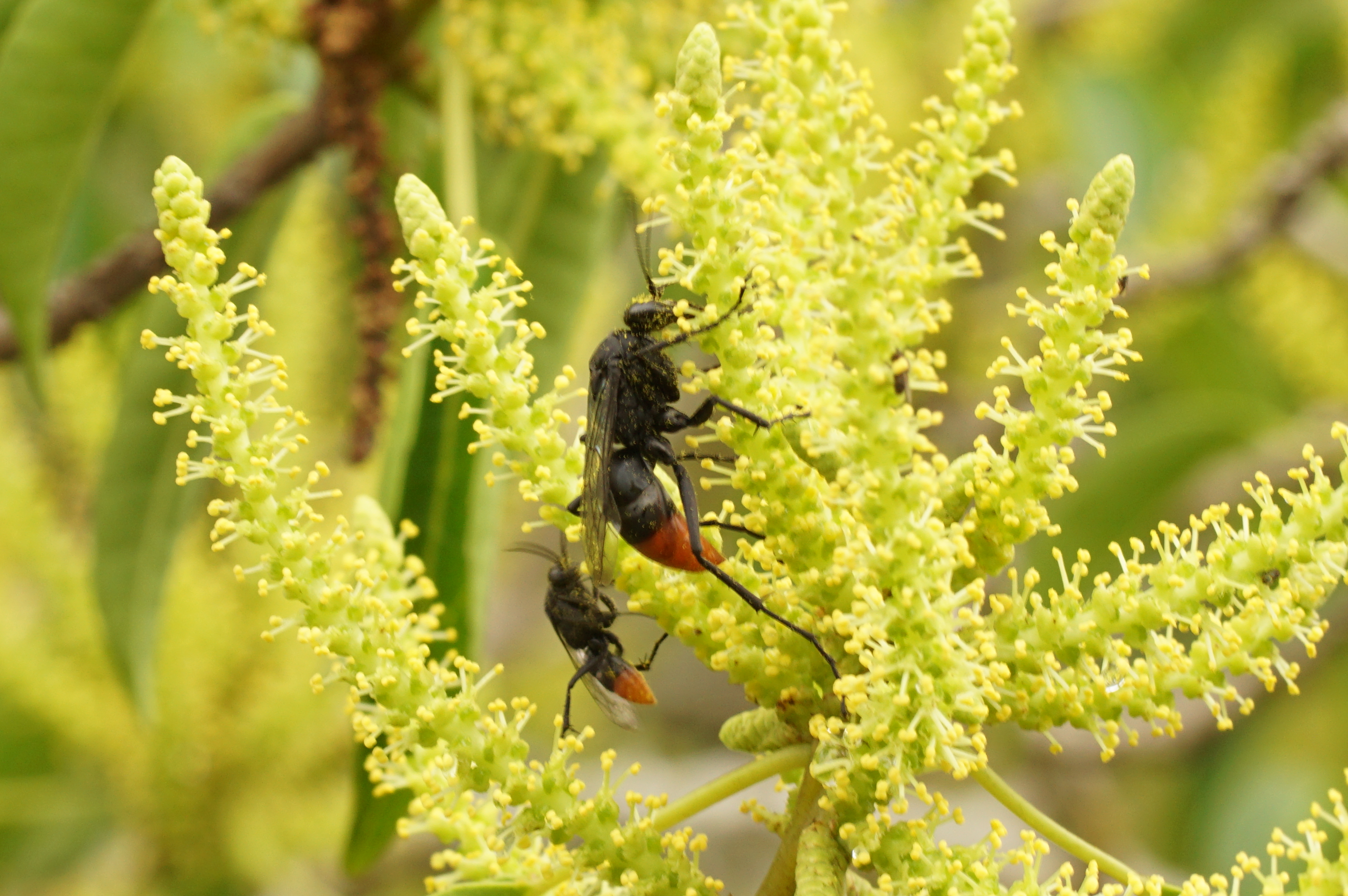
Fleurs visitées par des butineurs.

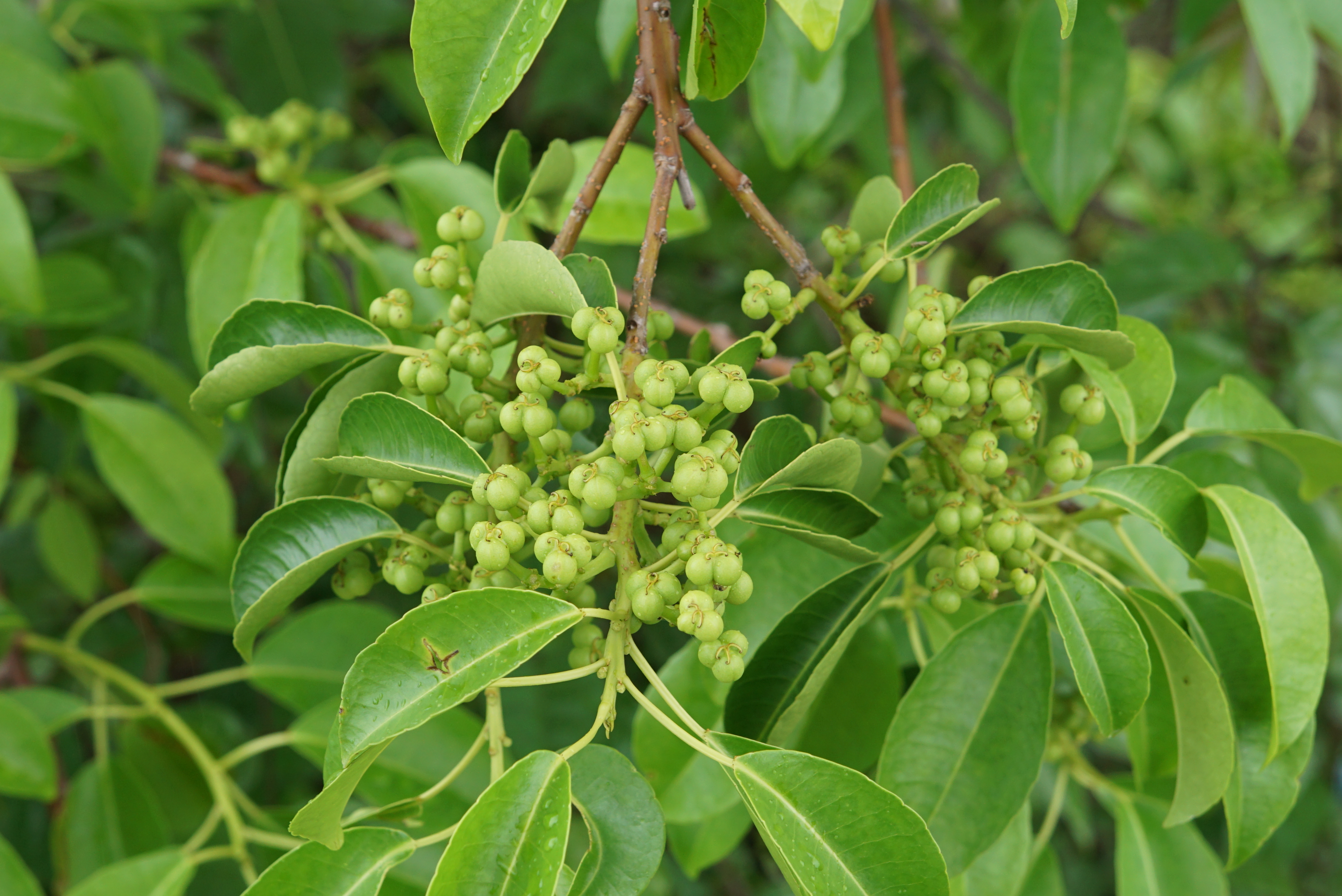
Fruits.

Les fleurs sont jaunes ou verdâtres, groupées sur des inflorescences en épis longs de 3,5 à 7 cm, axillaires, solitaires ou en fascicules. Les fruits sont des capsules profondément lobées, larges de 4 à 5 mm et longues de 8 mm, de couleur rouge violacé à maturité. En Nouvelle-Calédonie, la floraison et la fructification ont lieu surtout de décembre à février ; en Chine, entre janvier et septembre.

## Habitat et écologie

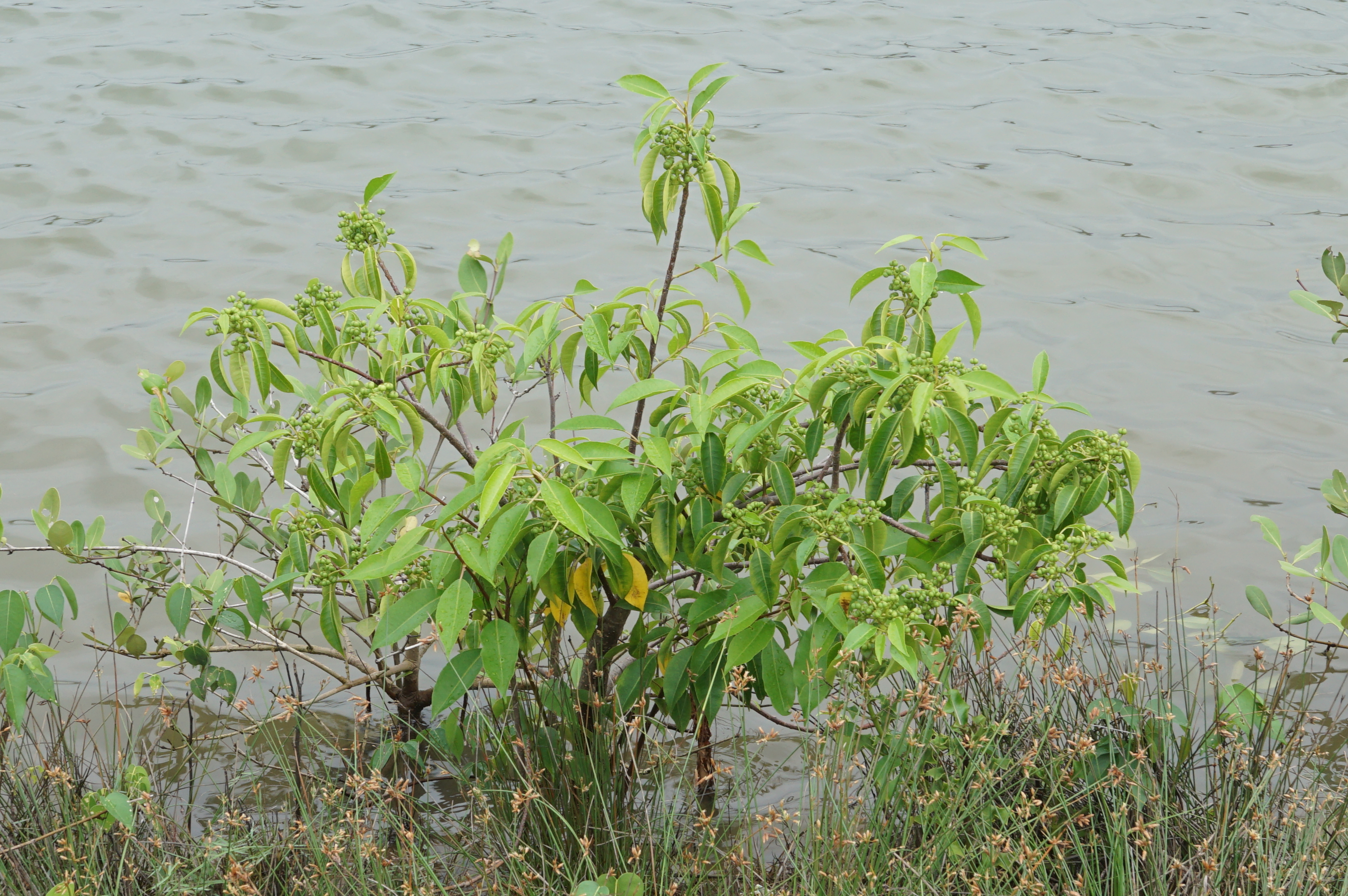
Spécimen les pieds dans l'eau.

En Nouvelle-Calédonie, cet arbuste pousse sur le littoral, en arrière-plages et sur falaises soumises aux embruns, sur sol sablonneux, sur substrats divers, ou sur falaises calcaires. En Chine, il pousse dans les forêts de mangrove et de marée, les zones saumâtres et les rizières ; du bord de mer jusqu'à 100 m d'altitude. Hibiscus tiliaceus est son principal associé en Chine.

## Systématique
L'espèce est décrite en premier par le naturaliste suédois Carl von Linné en 1759, qui la classe dans le genre Excoecaria, dont elle est l'espèce type, sous le nom binominal Excoecaria agallocha, dans son ouvrage Systema Naturae.

### Noms en français
Ce taxon porte en français les noms vernaculaires ou normalisés « Arbre aveuglant », « Géor », « Palétuvier argent », « Palétuvier aveuglant ».

### Synonymes
Excoecaria agallocha a pour synonymes selon GBIF (4 novembre 2021) :
- Commia cochinchinensis Lour.
- Excaecaria agallocha var. genuina Müll.Arg.
- Excaecaria agallocha var. ovalis Müll.Arg.
- Excoecaria affinis Endl.
- Excoecaria agallocha subsp. camettia (Willd.) Müll.Arg.
- Excoecaria agallocha subsp. genuina Müll.Arg.
- Excoecaria agallocha subsp. lancifolia Pax & K.Hoffm.
- Excoecaria agallocha subsp. orthostichalis Müll.Arg.
- Excoecaria agallocha subsp. ovalis (Endl.) Mull.Arg.
- Excoecaria agallocha var. camettia (Willd.) Müll.Arg.
- Excoecaria agallocha var. genuina Müll.Arg
- Excoecaria agallocha var. lancifolia Pax & K.Hoffm.
- Excoecaria agallocha var. orthostichalis Müll.Arg.
- Excoecaria agallocha var. ovalis (Endl.) Müll.Arg.
- Excoecaria camettia Willd.
- Excoecaria ovalis Endl.
- Excoecaria sphaerosperma F.Muell.
- Excoecaria sphaerosperma F.Muell. ex Pax
- Stilingia agallocha (L.) Baill.
- Stillingia agallocha (L.) Baill.

### Sous-espèces
Il existe deux sous-espèces selon le World Register of Marine Species (4 novembre 2021), non reconnues par GBIF (4 novembre 2021) :
- Excoecaria agallocha subsp. agallocha L.
- Excoecaria agallocha subsp. ovalis (Endl.) Mull.Arg.

## Utilisations
Cette espèce est utilisée pour les meubles et les ornements. En Papouasie-Nouvelle-Guinée, elle est utilisée pour soulager la douleur des piqûres de poisson. Elle est également utilisée comme poison pour attraper les poissons. L'espèce est parfois cultivée à des fins ornementales.